# Aristidis Moraitinis (lotnik)
Aristidis Moraitinis (hebr. ‏Αριστείδης Μωραϊτίνης‎, ur. 1891, zm. 22 grudnia 1918) – grecki wojskowy, oficer marynarki i pionier lotnictwa morskiego, jedyny grecki as myśliwski okresu I wojny światowej.

## Życiorys
Urodził się w 1891 roku. W 1910 roku wstąpił do Królewskiej Marynarki Wojennej Grecji. W chwili wybuchu I wojny bałkańskiej w październiku 1910 roku pełnił funkcję zastępcy dowódcy torpedowca nr 15. 6 lutego (24 stycznia według starego stylu) 1913 roku wziął udział w pierwszej w historii misji bojowej lotnictwa morskiego: wraz z pilotem porucznikiem Michailem Mutusisem przeprowadził na wodnosamolocie Farman MF.7 lot rozpoznawczy nad tureckimi okrętami stacjonującymi w Dardanelach, zrzucając cztery małe bomby na pozycje nieprzyjaciela. Bombardowanie nie wyrządziło żadnych szkód (według Turków trzy z bomb spadły do wody, czwarta eksplodowała na lądzie z dala od jakichkolwiek instalacji), podobnie jak ostrzał samolotu przez Turków, ale w drodze powrotnej lotnicy musieli awaryjnie wodować z uwagi na problemy z silnikiem. Ich maszyna została następnie wzięta na hol przez grecki niszczyciel „Velos” i bezpiecznie doprowadzona do bazy w Mudros.
W 1914 roku Moraitinis został jednym z trzech pierwszych ochotników z greckiej floty, którzy odbyli kurs pilotażu. 22 września 1914 roku otrzymał brytyjską licencję pilota nr 1087. W tym samym roku doprowadził do utworzenia akademii lotnictwa morskiego oraz pierwszych greckich zakładów lotniczych. W pierwszym okresie wojny Grecja pozostawała neutralna na skutek polityki króla Konstantyna I. W jego konflikcie z popierającym ententę premierem Elefteriosem Wenizelosem Moraitinis opowiedział się po stronie proalianckiej. Od ostatnich miesięcy 1916 roku dołączył do wojsk wiernych rządowi tymczasowemu w Salonikach, a 9 marca 1917 roku odbył pierwszy lot bojowy nad pozycjami bułgarskimi.
31 marca przeprowadził śmiały nocny atak na lotnisko przeciwnika oraz stację kolejową w Dramie, wywołując znaczne zniszczenia obu obiektów. W maju dowodzony przez niego dywizjon został zreorganizowany jako część 2. skrzydła Royal Naval Air Service, operującego na froncie macedońskim. Jednocześnie Brytyjczycy przekazali Grekom samoloty Sopwith 1½ Strutter i Sopwith Camel w miejsce przestarzałych Farmanów HF.27. Po formalnym przystąpieniu Grecji do wojny po stronie państw ententy (29 czerwca 1917 roku), greccy piloci rozpoczęli działania przeciwko Turcji i jej siłom morskim stacjonującym w Dardanelach. Po jednym z udanych nalotów bombowych, Moraitinis został odznaczony brytyjskim Distinguished Service Order.
20 stycznia 1918 roku brytyjskie lotnictwo podjęło próbę zniszczenia tureckiego krążownika liniowego „Yavuz Sultan Selim”, uszkodzonego po rajdzie na Imroz i osadzonego na mieliźnie w cieśninie. Lecący na Camelu Moraitinis starł się w obronie bombowców z dziesięcioma nieprzyjacielskimi myśliwcami, zgłaszając zestrzelenie trzech z nich (raport strony przeciwnej mówi o dwóch utraconych maszynach). Przez kolejnych pięć dni Brytyjczycy i wspierający ich Grecy próbowali bezskutecznie atakować unieruchomiony okręt. Do końca wojny Moraitinis i dowodzony przezeń dywizjon przeprowadzili jeszcze szereg akcji przeciwko tureckim i niemieckim wojskom w rejonie Morza Egejskiego. Ogółem w czasie działań wojennych Moraitinis odbył 185 misji bojowych, 20 razy starł się w powietrzu z samolotami przeciwnika, zgłaszając zestrzelenie dziewięciu maszyn, co dało mu tytuł jedynego greckiego asa myśliwskiego I wojny światowej. Poza brytyjskim DSO był również odznaczony greckim Krzyżem Wojennym, otrzymał także w darze samolot Airco DH.9 z inskrypcją „To the Commander A. Moraitinis, D.S.O.”.
Aristidis Moraitinis zginął 22 grudnia 1918 roku, lecąc samolotem Breguet 14 z Salonik do Aten. W złych warunkach pogodowych rozbił się o zbocza Olimpu.